# Thaxton
Thaxton és una població dels Estats Units a l'estat de Mississipi. Segons el cens del 2000 tenia 513 habitants.

## Demografia
Segons el cens del 2000, Thaxton tenia 513 habitants, 173 habitatges, i 146 famílies. La densitat de població era de 23,3 habitants per km².
Dels 173 habitatges en un 49,7% hi vivien nens de menys de 18 anys, en un 72,8% hi vivien parelles casades, en un 8,1% dones solteres, i en un 15,6% no eren unitats familiars. En el 12,1% dels habitatges hi vivien persones soles el 7,5% de les quals corresponia a persones de 65 anys o més que vivien soles. El nombre mitjà de persones vivint en cada habitatge era de 2,97 i el nombre mitjà de persones que vivien en cada família era de 3,22.
Per edats la població es repartia de la següent manera: un 29,4% tenia menys de 18 anys, un 12,3% entre 18 i 24, un 29,6% entre 25 i 44, un 19,7% de 45 a 60 i un 9% 65 anys o més.
L'edat mediana era de 34 anys. Per cada 100 dones de 18 o més anys hi havia 94,6 homes.
La renda mediana per habitatge era de 41.750 $ i la renda mediana per família de 42.250 $. Els homes tenien una renda mediana de 31.528 $ mentre que les dones 20.536 $. La renda per capita de la població era de 15.941 $. Entorn del 8,2% de les famílies i el 9,2% de la població estaven per davall del llindar de pobresa.

## Poblacions més properes
El següent diagrama mostra les poblacions més properes.